# Carlos Alvarez
Carlos Alvarez (Los Angeles, 12 november 1990) is een Amerikaans voetballer die bij voorkeur als middenvelder speelt. In 2015 werd hij door Colorado Rapids verhuurd aan Charlotte Independence.

## Clubcarrière
Op 17 januari 2013 werd Alvarez in de MLS SuperDraft 2013 als tweede gekozen door Chivas USA. Op 17 maart 2013 maakte hij zijn debuut voor Chivas tegen stadgenoten Los Angeles Galaxy. In diezelfde wedstrijd maakte hij ook direct zijn eerste doelpunt, wat de eindstand op 1-1 bracht. Op 1 juli 2014 werd Alvarez naar Colorado Rapids gestuurd in ruil voor Nathan Sturgis. Op 8 mei 2015 werd hij verhuurd aan Charlotte Independence.